# هر استان یک محصول
 هر استان یک محصول  (One Tambon-one product)طرح کارآفرینی محلی است که توسط نخست‌وزیر تاکسین شیناواترا راه‌اندازی شده‌است نسخه قبلی این راهکار OVOP بود که به معنی هر روستا یک محصول است در این طرح هر استان صرفاً به تولید و ارائه محصولی که بیشترین پتانسیل را در آن دارا است تمرکز می‌کند و با توجه به اینکه هر استانی محصولات ویژه و منحصر بفرد خود را دارد و امکان عرضه آن توسط دیگر استان‌ها مقدور نمی‌باشد. فلذا تمرکز بر روی تولید آن محصول می‌تواند برای آن استان نتایج مثمرثمرتری داشته باشد هم‌اکنون تعداد ۷۲۵۵ منطقه تحت پوشش این طرح است.

## مدیریت و سازمان
این طرح هم‌اکنون توسط سازمان توسعه جوامع انسانی مدیریت می‌شود که تحت نظر وزارت امور داخلی تایلند است تعداد ۳۶ هزار گروه نیز در راستای این طرح فعال هستند که هر گروه دارای ۳ تا ۳۰۰۰ عضو دارد

## درآمدزایی
در سال ۲۰۱۷ از محل فروش محصولاتی که توسط این طرح تولید شده‌است ۱۵۳ میلیارد بات در آمدزایی به وجود آمده است که دولت امیدوار است این میزان را تا ۲۰۰ الی ۳۰۰ میلیارد بات در سال افزایش دهد.